# William J. Stewart (arpenteur hydrographique)
Pour les articles homonymes, voir William Stewart et Stewart.
William J. Stewart  (9 septembre 1891-5 mai 1925) est le premier chef arpenteur hydrographique du Canada. En reconnaissance de son travail, l'île Stewart du district d'Algoma et le rocher Stewart dans le canal Owen du district de Manitoulin sont nommés en son honneur.

## Biographie
Né à Ottawa, Stewart étudie au Ottawa Collegiate School (aujourd'hui Lisgar Collegiate Institute (en)). À 17 ans, il rejoint le Collège militaire royal du Canada de Kingston. Terminant premier de sa promotion, il reçoit la médaille du Gouverneur général du Canada.

## Carrière
Il commence à travailler pour le Rideau Canal Office d'Ottawa et se joint au Georgian Bay Survey qui deviendra le Service hydrographique du Canada (Canadian Hydrographic Service), en mars 1884. Devenu chef du service en 1893, il continue à faire les relevés dans la baie géorgienne jusqu'en 1894. Entre temps, il fait les relevés à Burrard Inlet en Colombie-Britannique en 1891. Naviguant dans le lac Sainte-Claire, le lac Érié et le lac Huron de 1895 à 1897, il se rend à Parry Sound en 1898. Durant 1901, il prend part aux relevés dans le lac Winnipeg mais aboutie dans le lac Supérieur pendant deux ans.
Membre de la Internation Waterways Commission en 1909, il est nommé par le gouvernement du Canada pour déterminer l'effet du drainage de Chicago sur le niveau d'eau du fleuve Saint-Laurent. Ensuite, sur invitation du gouvernement britannique, il se rend en Europe pour aider à définir les nouvelles frontières définies par le traité de Versailles en 1919.

## Postérité

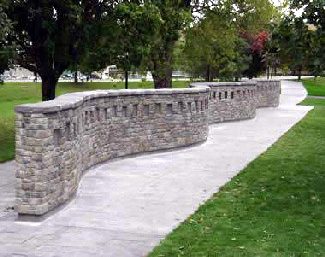
Mur d'honneur du Collège militaire royal du Canada

Mort en mai 1925, sa mémoire est honorée en 2011 par l'ajout de son nom au mur d'honneurs du Collège militaire royal du Canada.